# Come no (Baby K)
Come no è un singolo della cantante italiana Baby K, pubblicato il 26 ottobre 2018 come quarto estratto dal terzo album in studio Icona.

## Video musicale
Il video è stato pubblicato il 7 novembre 2018 attraverso il canale YouTube della cantante. Nel video è presente un'alternanza di scene dove è presente Baby K con delle ragazze su degli sfondi colorati e scene con la cantante da sola.

## Tracce
1. Come no – 2:50

## Classifiche
| Classifica (2018) | Posizione massima |
| ----------------- | ----------------- |
| Italia            | 83                |